# Kostel svatého Antonína Paduánského (Milešov)
Kostel svatého Antonína Paduánského se nachází na jihovýchodním okraji Milešova, který je částí obce Velemín v okrese Litoměřice v Ústeckém kraji. Byl vystavěn v  barokním slohu v letech 1669–1680 z podnětu Kašpara Zdeňka Kaplíře ze Sulevic. Projekt stavby bývá připisován architektovi Antoniu della Portovi, archivní doklady pro tento názor neexistují. Kostel, který se využívá k občasným bohoslužbám, je chráněn jako kulturní památka České republiky.

## Historie kostela

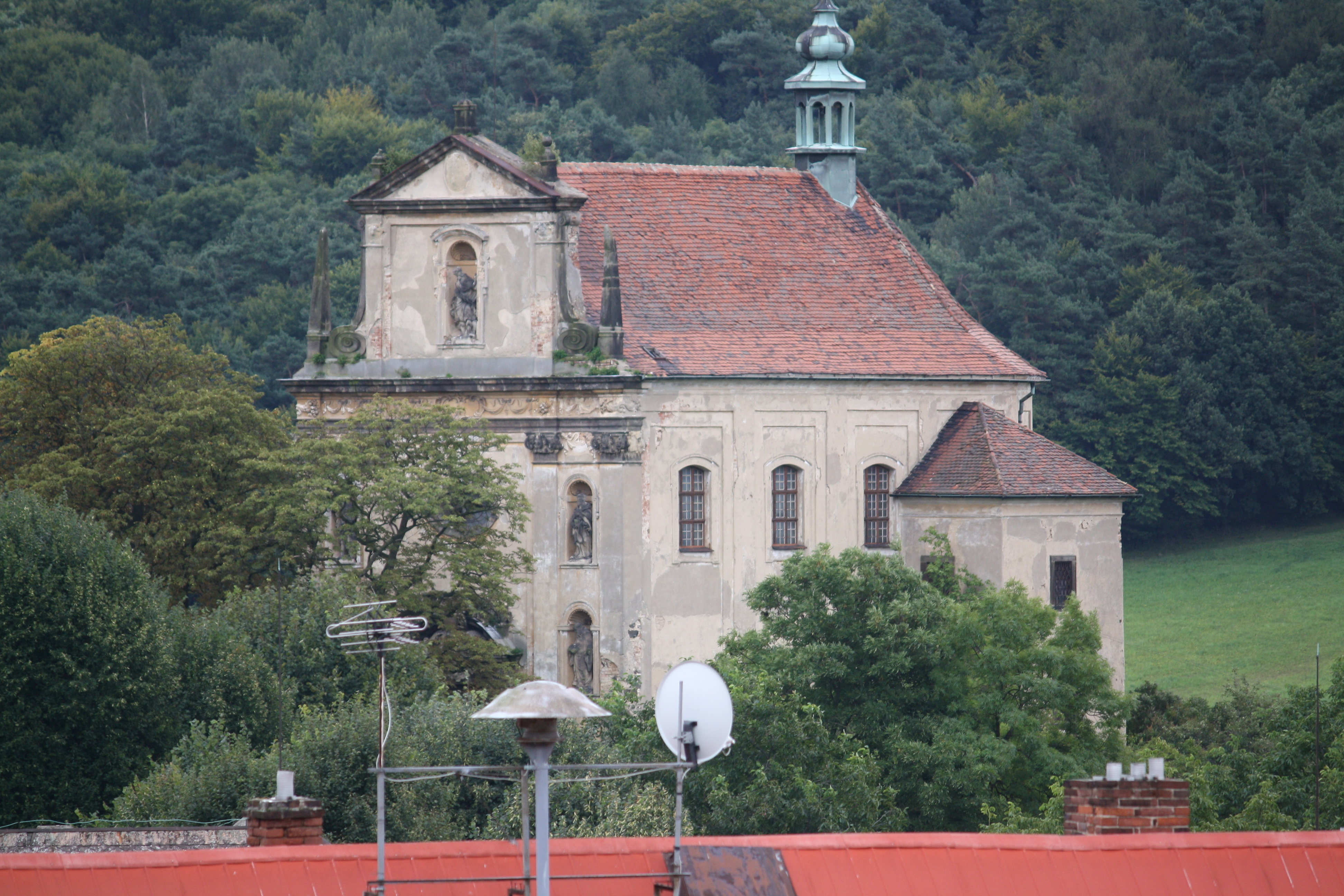
Kostel před opravami (r. 2010)

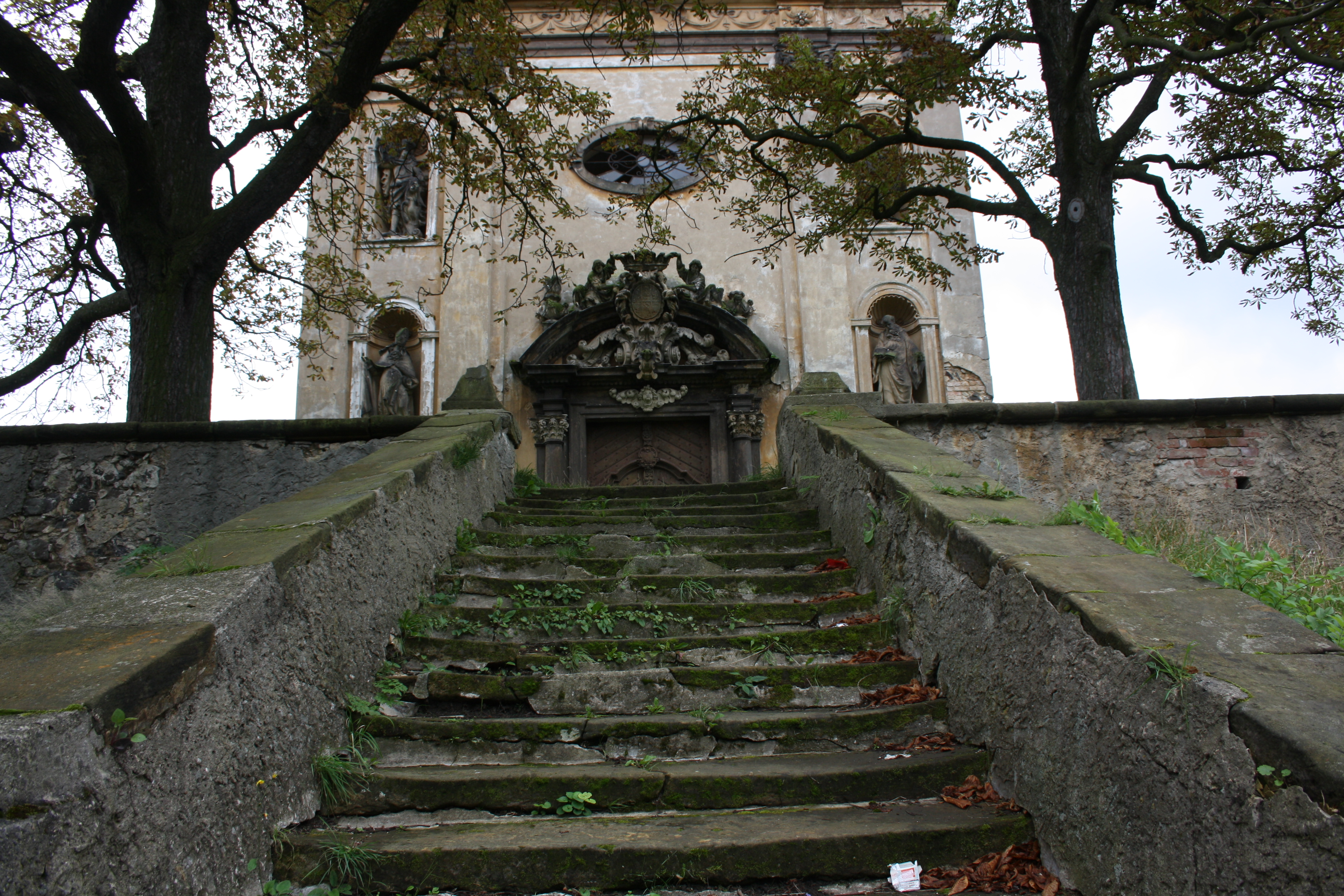
Schodiště ke kostelu (r. 2010)

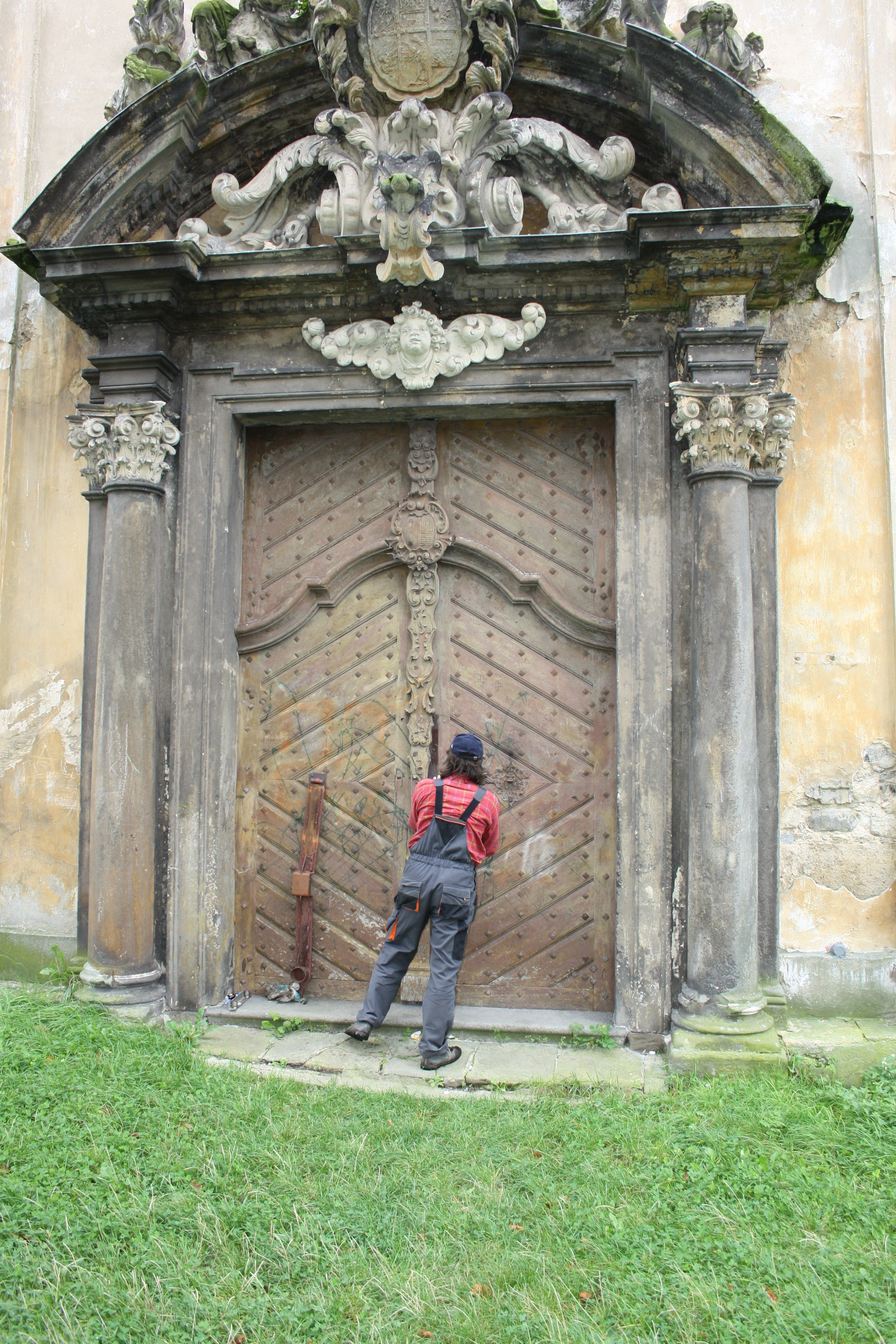
Vstupní portál (r. 2010)

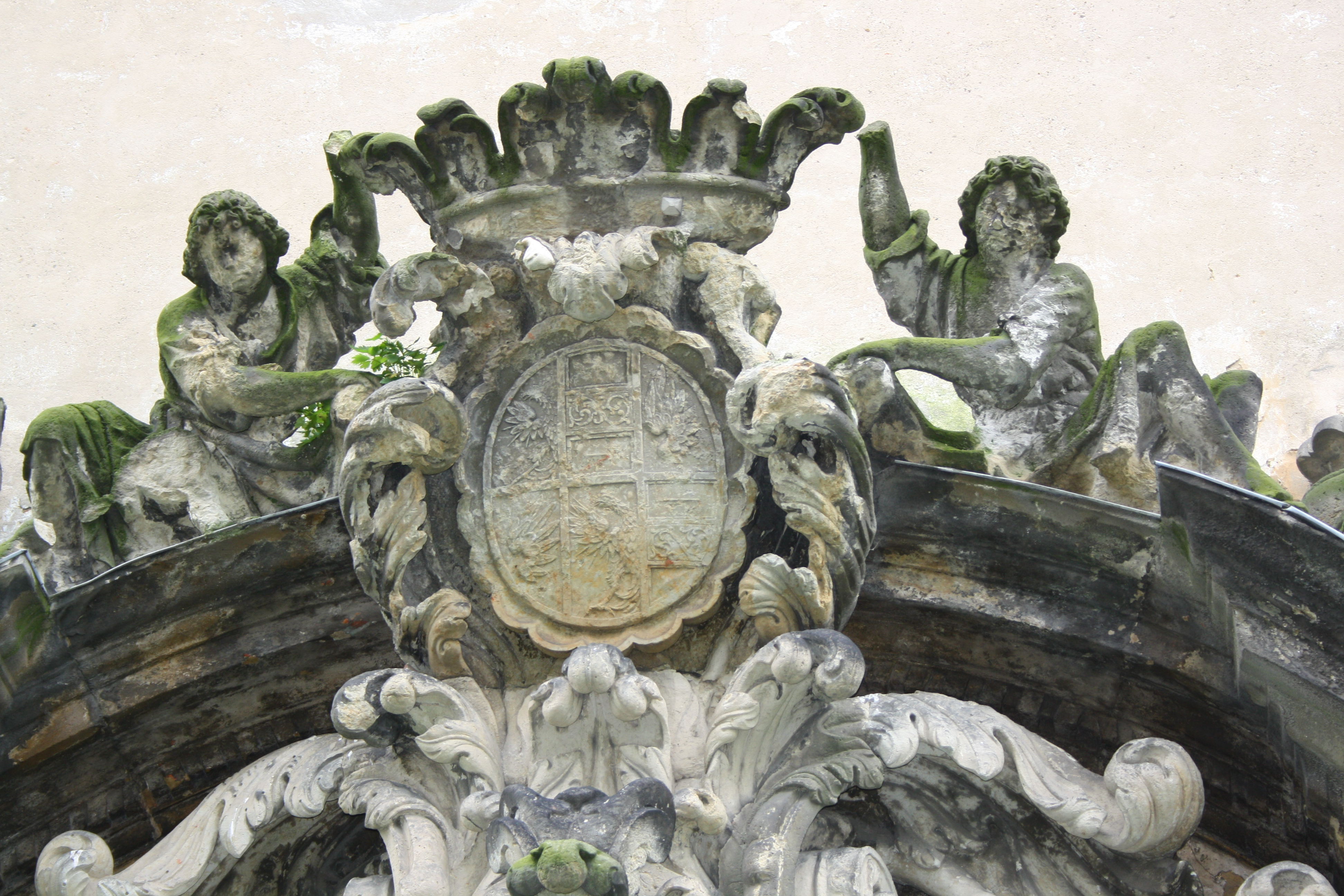
Erb Kašpara Zdeňka Kaplíře na vstupním portálu

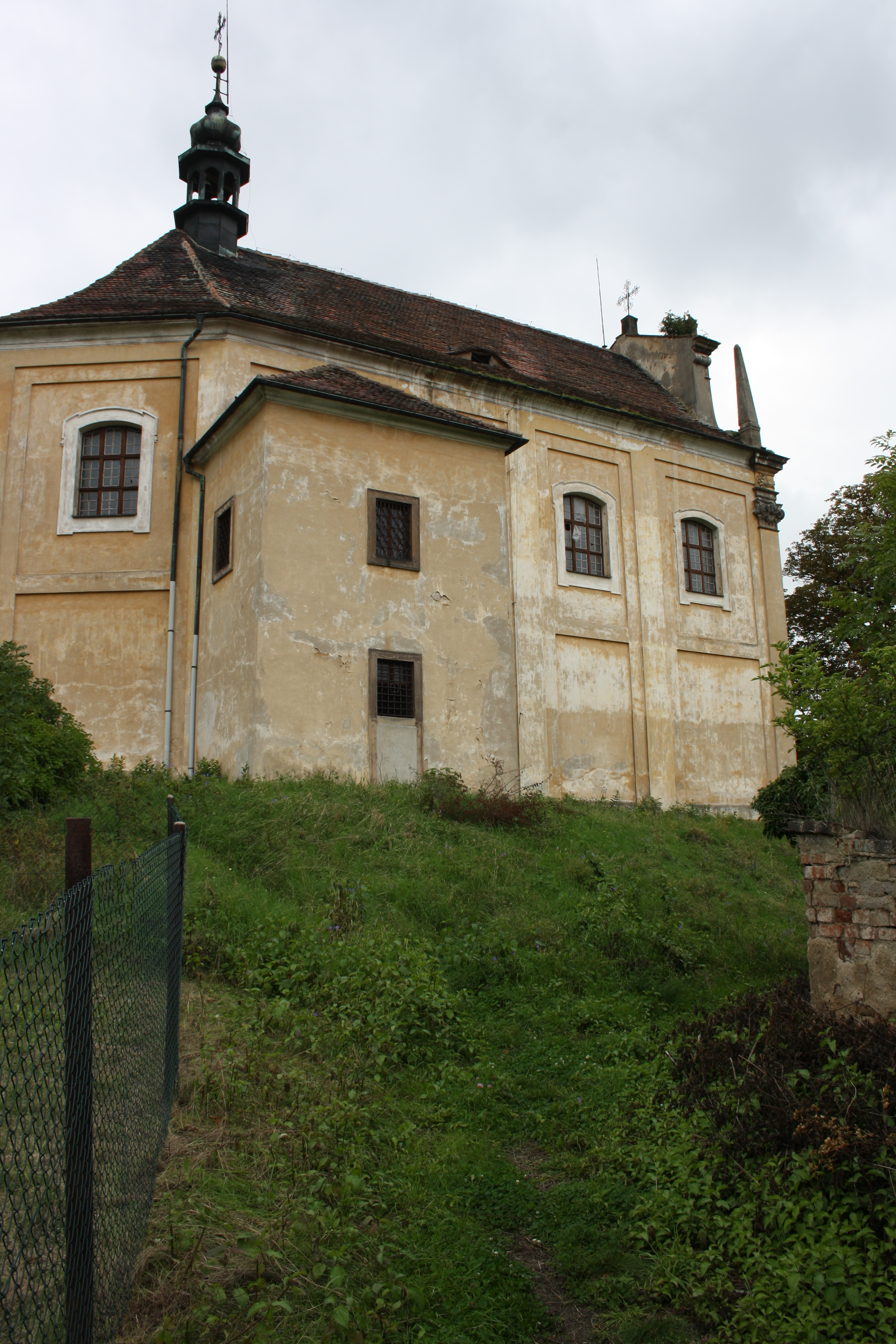
Východní fasáda kostela (r. 2010)

Základní kámen ke stavbě nového svatostánku byl položen 14. května 1669 za přítomnosti fundátora Kašpara Zdeňka Kaplíře a jeho třetí manželky Anny Terezie. Výběr patrocinia byl dán dlouhodobou úctou, které se svatý Antonín Paduánský v Kaplířových očích těšil. Dne 1. září 1680 novostavbu vysvětil litoměřický biskup Jaroslav Ignác Šternberk. Kaplíř na provoz kostela založil nadaci ve výši 1000 zlatých, ze kterých se na provoz kostela vyplácelo 60 zl. ročně.
Jméno architekta se v písemných pramenech zatím nepodařilo objevit. Obyčejně se v této souvislosti uvažuje o Antoniu della Portovi, jehož práce pro Kaplíře, zřejmě v souvislosti s milešovským zámkem, je písemně doložena v roce 1686. Dalším indikátorem pro Portovo autorství je monumentální řešení průčelí stavby.
V polovině 50. let 18. století byla do interiéru kostela vkomponována oratoř, odkud mohl patron kostela sledovat bohoslužby. Roku 1770 byl kostel vybavený novými varhanami z dílny litoměřického varhanáře Johanna Rusche. V roce 1896 prošel exteriér kostela rekonstrukcí.
U kostela, před zadním průčelím presbytáře, stávala dřevěná zvonice na kamenné podezdívce, postavená současně s kostelem. Postupně byla vybavena třemi zvony, které byly rekvírovány během 1. světové války. Poslední opravy se zvonice dočkala v roce 1867, v červnu 1984 ji však strhla vichřice.
Duchovní správci kostela jsou uvedeni na stránce: Římskokatolická farnost Milešov.